# 10 Pułk Dragonów (PSZ)

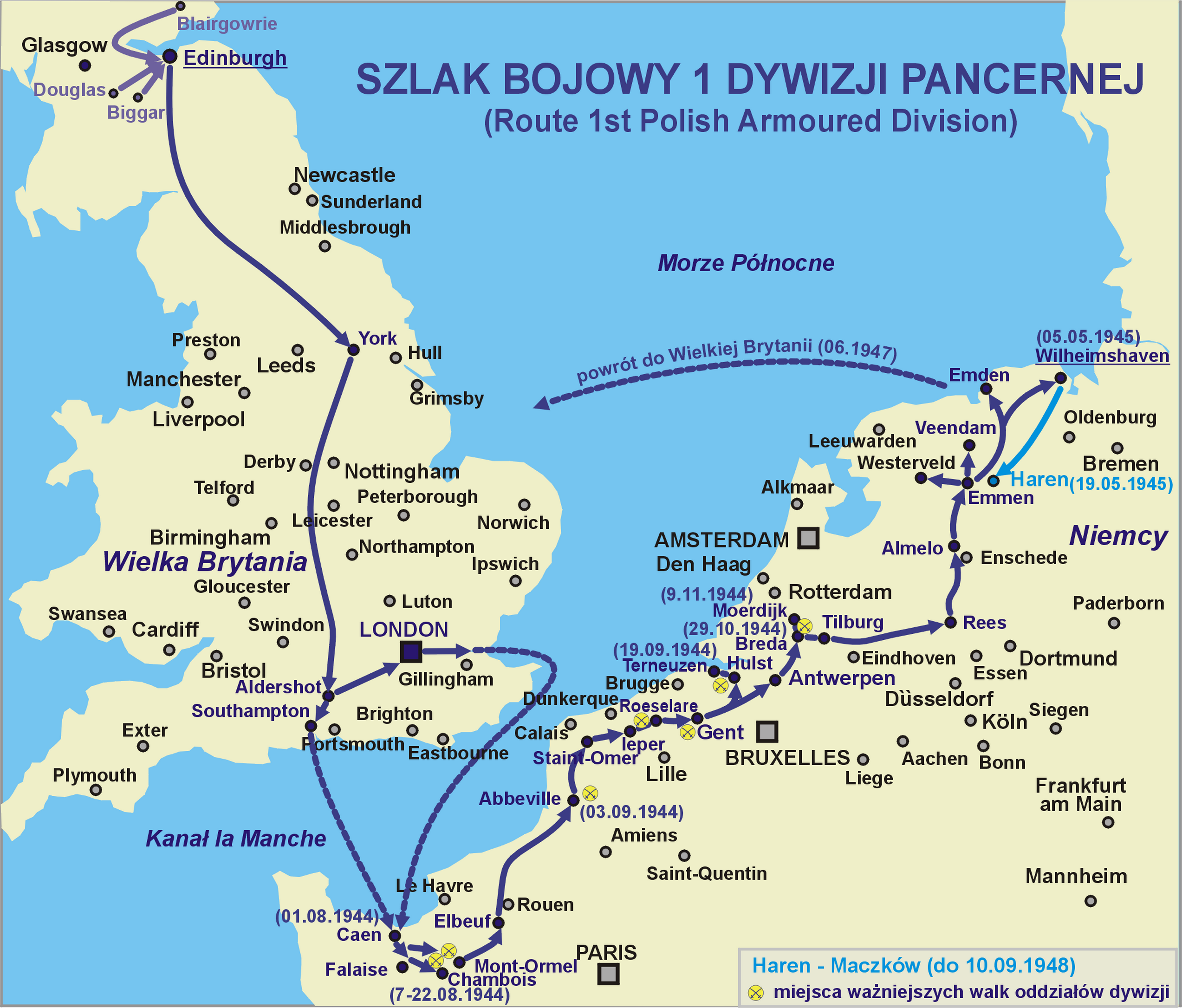
Szlak bojowy pułku w składzie 1 DPanc

10 Pułk Dragonów – oddział piechoty zmotoryzowanej Polskich Sił Zbrojnych.
Swoje święto obchodził 5 września, w rocznicę bitwy pod Skrzydlną, największej bitwy dywizjonu rozpoznawczego w kampanii 1939. W piątą rocznicę tej bitwy 10pułk dragonów zdobył miasto St. Omer we Francji.

## Formowanie i zmiany organizacyjne
Pułk sięgał tradycjami dywizjonu rozpoznawczego 10 Brygady Kawalerii. Odtworzony jako dywizjon kawalerii/dragonów  w kampanii francuskiej. Na terenie Szkocji sformowany jako 10 Oddział Rozpoznawczy. 18 sierpnia 1942 stał się zalążkiem 10 batalionu dragonów. Składał się z żołnierzy 10 Oddziału Rozpoznawczego i części batalionu ckm 1 Korpusu Polskiego. Batalion wszedł w skład 10 Brygady Kawalerii Pancernej. Miejscem stacjonowania i formowania 10 batalionu dragonów było Galashiels. Prowadzono szkolenie z pozyskiwaną bronią i sprzętem motorowym, wysyłano żołnierzy na liczne kursy. Zorganizowano szwadron szkolny (uzupełnień), w którym nowo przybyli żołnierze przechodzili przeszkolenie podstawowe i wstępne specjalistyczne. Napłynęły uzupełnienia stanów szeregowych, ochotników z Ameryki Południowej, 175 żołnierzy ewakuowanych z ZSRR oraz 161 żołnierzy z 1 Brygady Strzelców. W drugiej połowie 1943 roku przybyli pierwsi żołnierze z Polaków wziętych do niewoli alianckiej w Afryce Północnej. Batalion wraz z 1 Dywizją Pancerną w okresie od maja do września 1943 roku brał udział w strzelaniach, szkoleniach taktycznych i ćwiczeniach oraz manewrach między alianckich na terenie Anglii południowo-wschodniej. W październiku w wyniku reorganizacji oddziałów i składu 1 DPanc., jako uzupełnienie do 10 batalionu przybyło 181 żołnierzy z rozwiązanego 1 pułku rozpoznawczego dywizji oraz dalszych 52 szeregowych Polaków z dawnego Afrika Korps, prowadzono szkolenie szturmowe. Po "odmłodzeniu" kadry dowództwa batalionu (odejściu starszych, którzy przekroczyli limit wieku), od dnia 18 listopada 1943 r. batalion przeniesiono do Duns. Od 25 lutego 1944 roku batalion ponownie powrócił do Galashiels, w nowym miejscu postoju sukcesywnie przybywały uzupełnienia stanu osobowego oficerów młodszych i szeregowych. Wiosną 1944 roku w 10 pułku miały miejsce dezercje żołnierzy głównie pochodzenia żydowskiego. Na podstawie rozkazu L.dz. 163/6NW/44 Naczelnego Wodza z 18 marca 1944 roku 10 batalion dragonów został przemianowany na 10 pułk dragonów. W marcu i kwietniu miały miejsce w pułku trzy przypadki samobójstw i jeden wypadek śmiertelny podczas szkolenia. 14 kwietnia odbyła się w pułku wizyta premiera Rządu RP S. Mikołajczyka i Ministra Obrony Narodowej gen. dyw. Kukiela w towarzystwie dowódcy 1 KP. Prowadzono szkolenie z nowymi typami broni i sprzętu, od 9 do 20 maja odbyła się mobilizacja materiałowa pułku z uwagi na przygotowania dragonów do inwazji na kontynent. Napłynęło nowe wyposażenie bojowe, w tym nowe transportery opancerzone Half Track, nie znane dotąd w pułku W związku z tym mobilizacja zakończyła się dopiero 9 czerwca 1944 roku. Z uwagi na braki osobowe, etat pułku w stosunku do wzorca brytyjskiego, został zmniejszony o jeden pluton liniowy dragonów w każdym szwadronie liniowym. Zmiany w szwadronie wsparcia polegały na tym, że w plutonach ppanc każdy działon posiadał dodatkowo jeden transporter opancerzony jako pojazd amunicyjny, a w plutonach ckm przybył jeden transporter opancerzony na pluton, jako wóz amunicyjny. Jednostka mimo przemianowania na pułk pozostała, zgodnie z etatem brytyjskim, zmotoryzowanym batalionem piechoty (ang. Motor Battalion). Etat brytyjski z polskimi modyfikacjami j.w. nosił nr WE II/231/3. W okresie od 15 do 21 lipca 1944 roku pułk wraz z całą 1 DPanc. przegrupował się do Alderhorst. 26 lipca pułk przybył do obozu tranzytowego obok Tilbury, 27 lipca został załadowany na statki. 

## Działania bojowe pułku
Pułk przybił do wybrzeży Normandii 30 lipca 1944 roku. Okręty, którymi pułk został przewieziony, zatrzymały się około dwóch mil od brzegów Normandii i tam po zakotwiczeniu stały do rana 31 lipca. Rano rozpoczęto przeładowywanie ludzi i sprzętu do sztucznej przystani na plaży. Dopiero 2 sierpnia oddział zebrał się w całość w rejonie wsi Buhot. Jego stan osobowy wynosił 47 oficerów i 839 szeregowych, ogólna liczba pojazdów wynosiła 252 sztuki. Brakowało jednego pojazdu ratowniczego, który zepsuł się przy załadunku.               

### Bitwa w Normandii
8 sierpnia 1944 roku szwadrony 10 pułku dragonów zostały rozdzielone do pułków pancernych: 1 szwadron wspierał działania osłonowe 10 pułku strzelców konnych, 2 szwadron wspierał natarcie 2 Pułku Pancernego, a 3 szwadron uczestniczył w natarciu 24 pułku ułanów. W wyniku boju w tym dniu dragoni stracili 10 zabitych i 40 rannych, w tym 2 dowódców szwadronów oraz liczne pojazdy, uzupełnione jednak w najbliższych godzinach. Następnego dnia dragoni wspierali czołowym 2 szwadronem dragonów, ułanów z 24 pułku, a w nocy zajęli linię frontu ubezpieczając czołgi. Tego dnia ubyło z szeregów dragońskich 2 zabitych i 3 rannych. Nacierający dragoni i pancerniacy w tych dniach bitwy mieli przeciwko sobie elitarne oddziały 12 Dywizji Pancernej SS "HJ". Nazajutrz spieszeni dragoni zaatakowali wieś Le Croiox la Val, po jej zdobyciu dostali się pod silny ogień artylerii, a w godzinach nocnych oparli się panice, która ogarnęła sąsiednią jednostkę kanadyjską. Poniesione straty tego dnia, to 7 poległych i 30 rannych, w tym zastępca dowódcy pułku. W dniu 11 sierpnia dragoni odparli kilka niemieckich kontrataków na bronioną miejscowość Estrees-la-Campagne i prowadzili akcję patrolową na przedpolu, osłaniając przegrupowanie pułków pancernych. Przysporzyło to kolejnych strat w postaci 7 zabitych i 17 rannych. 12 i 13 sierpnia pułk przebywał na wypoczynku w bezpośrednim zapleczu frontu, uzupełniono częściowo stan osobowy pułku, jednak pułk przebywał pod ogniem artylerii wroga, każdego z tych dni zginął jeden dragon, a 13 sierpnia jeden został ranny. 14 sierpnia pozycje dywizji zostały zbombardowane przez lotnictwo brytyjskie, z uwagi na to odwołano natarcie dywizji w kierunku Falaise, jednak w wyniku bombardowania w pułku 9 żołnierzy zostało rannych. W Święto Żołnierza 15 sierpnia ponownie pułk został rozdzielony do wsparcia pułków pancernych: 1 szwadron do 1 pułku, 2 do 10 psk, 3 do 2 pułku, a pozostałe siły dragonów, ze szwadronami wsparcia i dowodzenia do 24 puł. Dragoni wraz z pancernymi pułkami przeprawili się przez rzekę Dives, zdobyli wieś Vandeuvre i miasto Jort. Dynamiczne działania dragonów, toczone walki oprócz wielu ujętych jeńców przyniosły straty w postaci 1 poległego i 22 rannych.               

### Bitwa pod Falaise
Skoncentrowany w ciągu nocy pułk, od południa 16 sierpnia utworzył zgrupowanie bojowe z 24 puł. mjr. Kańskiego i III dywizjonem 1 pułku artylerii przeciwpancernej. Na skutek ciężkiego zranienia dowódcy ułanów, dowództwo taktycznej grupy bojowej objął dowódca dragonów mjr Władysław Zgorzelski. Uczestniczący w natarciu oraz wystawiający ubezpieczenia i placówki dragoni ponieśli straty 5 poległych i 8 rannych. 17 sierpnia zgrupowanie dragonów i ułanów prowadziło oczyszczanie terenu za szwadronami 10 PSK, zajmując 2 plutonem ppanc. szwadronu wsparcia newralgiczne wzg. 259. Wzięto 85 jeńców z 12 DPanc. SS „HJ”, 85 i 271 DP. Nocą biwakujące zgrupowanie bojowe znalazło się pod ostrzałem wrogiej artylerii. W wyniku działań oczyszczających i ostrzału artylerii, tego dnia poległo 3 dragonów, a 25 zostało rannych. Od świtu 18 sierpnia zgrupowanie taktyczne dragonów i ułanów zaatakowało i zdobyło wzg. 240 w pobliżu miejscowości Trun, a następnie odparło kontrataki niemieckich grenadierów z czołgami z 1 DPanc. SS „AH”. Po czym grupa bojowa w godzinach wieczornych przecięła szosę z Trun do Chambois i zatrzymała się na nocny postój. W ciągu nocy była pod ostrzałem artylerii wroga i toczyła walki patroli. Straty tego dnia były znaczne: 10 poległych i 16 rannych dragonów. 19 sierpnia 10 Pułk Dragonów prowadził natarcie w kierunku Chambois, likwidując opór grup niemieckiej piechoty i biorąc jeńców. W godzinach popołudniowych ze wsparciem ogniowym z miejsca 10 psk i 24 puł i dwóch dywizjonów 1 pappanc. dragoni szturmem opanowali Chambois i nawiązali kontakt z 2 batalionem 359 pp 90 DP USA. Zgrupowanie polsko-amerykańskie w godzinach wieczornych odparło niemieckie natarcie czołgów i piechoty na rejon Chambois, przy czym straty to 2 rannych. Apogeum bitwy, to 20 sierpnia 1944 roku o świcie skryte natarcie batalionu grenadierów SS z czołgami zaskoczyło nieco obronę szwadronów pułku, przy wsparciu szwadronów czołgów z 24 puł miasto zostało obronione, ponawiane przez cały dzień ataki wydzierających się z okrążenia wojsk niemieckich oraz ostrzał artylerii wyczerpały paliwo i amunicję, dragoni posługiwali się bronią niemiecką. Wzięto licznych jeńców, spośród nich wcielono w szeregi dragonów, Polaków jeńców zgłaszających się ochotniczo do służby. Straty tej doby, to: 9 poległych i 19 rannych. 21 sierpnia rano na stanowiskach pułku odebrano zrzut zaopatrzenia wykonany przez lotnictwo alianckie. Ponadto na liniach obronnych pułku dragonów odparto kilka uderzeń wojsk niemieckich, nawiązano kontakt z wojskami kanadyjskimi i brytyjskimi. Broniący się pułk, był wizytowany przez dowódcę dywizji i brygady, po odprawie rozwiązano grupę bojową mjr. Zgorzelskiego. 10 pułk dragonów został zluzowany przez piechotę brytyjską i przeszedł do odwodu wraz z całą dywizją, do pułku dołączył jako uzupełnienie szwadron marszowy dragonów w sile 4 oficerów i 80 szeregowych.

### Pościg, walki w Belgii
Do 29 sierpnia pułk wypoczywał, w okresie tym poległ jeden żołnierz. 30 i 31 sierpnia pułk wraz z 1 pułkiem pancernym podjął marsz w ramach dywizji w kierunku Sekwany. 1 września 1944 r. 3 szwadron wydzielono do wsparcia 10 psk, który maszerował na czele dywizji i rozpoznawał siły nieprzyjaciela i przeprawy na rzekach i kanałach. Dragoni 3 szwadronu wraz z plutonem strzelców konnych zdobyli wieś Blagny sur Bresle biorąc 200 jeńców, poległo dwóch dragonów. Prowadzący pościg jako oddział czołowy 10 BKPanc. - 10 pułk dragonów, 2 września czołowym 1 szwadronem osiągnął rzekę Somme. Podjął nieudaną próbę jej forsowania, ze względu na zabagnione brzegi i obronę wroga. Straty wynosiły 3 poległych i 3 rannych. 3 września pułk prowadził pościg za uchodzącym nieprzyjacielem bez kontaktu i strat. Od 4 września czołowy 10 psk wspierany był przez 2 szwadron dragonów. Wcześniej zdobyte i używane z braku etatowych, 3 niemieckie transportery Sd.Kfz. 251 przyczyniły się do zdobycia przez zaskoczenie przepraw na trzech rzekach. Pozostałe siły pułku wzmocnione II dywizjonem 1 pappanc. prowadziły samodzielnie pościg, ponosząc straty 1 poległy i 2 rannych. 5 września prowadzący pościg w kierunku St. Omer pułk w rejonie miejscowości Longopunt i Westhove natknął się na schrony i umocnienia polowe obsadzone przez piechotę wroga wspartą działami szturmowymi. Główne siły pułku w składzie 1 i 3 szwadrony, szwadron wsparcia i przydzielony pancerny 2 szwadron ułanów, wsparte ogniem 1 pułku artylerii motorowej, podjęły próbę przełamania pozycji wroga. W walce 1 szwadron rtm. Zbigniewa Giery i połowa szwadronu wsparcia przełamały linię obrony wroga, a następnie śmiałym rajdem opanował i zdobył miasto St. Omer. Jako zdobycz wzięto do niewoli ok. 250 jeńców, straty pułku to: 5 poległych i 9 rannych. W południe 6 września, pułk przekroczył granicę francusko-belgijską i maszerował w kierunku Ypres, 1 szwadron wsparł 2 pułk pancerny w opanowaniu miasta, a następnie w ślad za pancerniakami z 2 pułku, wkroczyli dragoni do St. Julien i St. Jean, pozostając tam na noc. Straty to 1 poległy i 2 rannych. Od rana 7 września pułk kontynuował pościg za wrogiem w kierunku Thielt. 3 szwadron jako czołowy oczyścił z nieprzyjaciela Hooglede, który zdobyli pancerniacy 2 pułku, poległ jeden dragon. W kolejnym dniu dragoni wspierali nadal pancernych z 2 pułku w pościgu. Razem stoczyli walki w miejscowości Aeltre, dotarli do Kanału Gandawskiego. Dragoni prowadzili walkę ogniową z nieprzyjacielem i rozpoznawali jego zachodni brzeg. W trakcie rozpoznania został ciężko ranny dowódca mjr W. Zgorzelski oraz dwóch innych dragonów, a poległo dalszych 4. W dniu 9 września dragoni prowadzili dalsze rozpoznanie przepraw przez Kanał Gandawski, tocząc walki z broniącym przepraw nieprzyjacielem. Tego dnia ubyło kolejnych 6 poległych i 5 rannych dragonów. Nazajutrz przybyło 212 dragonów z uzupełnień, pododdziały pułku prowadziły w dalszym ciągu walkę ogniową i patrolową z wrogiem nad kanałem. Poległo kolejnych 2 dragonów.               

### Walki na pograniczu Belgii i w Holandii
11 września prowadzono patrolowanie brzegów kanału Bruges-Gand, 12 września większość pułku w dalszym ciągu prowadziły działania jak w poprzednich dniach, z wyjątkiem 1 szwadronu dragonów, który wraz z 3 szwadronem 1 ppanc. obsadził wieś Beveren Waes ubezpieczając czołgi i broniąc wsi. W trakcie tego zadania poległ 1 dragon. Także 13 września trwały walki patroli, a pozostała część pułku dołączyła do 1 szwadronu w Beveren Waes. Poległo dwóch dragonów, a jeden odniósł rany. Rano 14 września 10 pułk dragonów zaatakował wieś La Trompe, opanował ją i wziął 20 jeńców, poległ jeden żołnierz, a 5 zostało rannych. 15 września pułk przygotowywał się do walk o sforsowanie kanału Axel-Hulst, został podporządkowany 3 Brygadzie Strzelców. Nazajutrz pułk w marszu przekroczył granicę belgijsko-holenderską jednak zalany teren uniemożliwiał wykonanie marszu na pojazdach bojowych, które pozostawiono w Drie Hoefizjers. Spieszony pułk tylko z lekkimi pojazdami (jeepy) rozwinięty szwadronami podszedł do kanału przy wsparciu ogniowym 1 pułku artylerii motorowej, ogniem broni ręcznej zmusił wroga do odwrotu z wału przeciwpowodziowego. Szwadrony sforsowały na łodziach szturmowych kanał i związały nieprzyjaciela walką ogniową, teren był bez żadnych osłon, płaski częściowo zalany i zabagniony. Szwadrony 1 i 3 poruszając się po groblach, nasypie kolejowym i drogach w walce sukcesywnie spychały niemieckie pododdziały. 1 szwadron zajął skrzyżowanie dróg we wsi Zoutepand, a następnie opanował wieś i skrzyżowanie w Steenbosch, tracąc łączność z resztą pułku. W godzinach nocnych przyczółek za kanałem zajął 2 szwadron, a szwadrony wsparcia i dowodzenia obsadziły fort St. Ferdinandus na południowym brzegu kanału. Podczas forsowania i dalszych walk poległo 3 dragonów, a 5 zostało rannych. Nocą 16/17 września podczas próby przeprawy szwadronu wsparcia, w rejonie Dubosch nieprzyjaciel wykonał nawały artyleryjskie. O świcie 17 września kontratak niemieckiej piechoty wsparty samochodami pancernymi i działami samobieżnymi odrzucił 2 i 3 szwadron za kanał, a 1 szwadron odcięty od reszty przebił się z wielkimi stratami zza linii wroga. Klęskę natarcia i niepowodzenie w utrzymaniu przyczółka na kanale potęgowały straty: 28 dragonów poległo, 11 zaginęło, 20 zostało rannych i 16 dostało się do niewoli niemieckiej. Dragoni zostali zluzowani przez batalion strzelców podhalańskich i odjechali na odpoczynek i reorganizację do Koewacht, a następnie do belgijskiego De Klinge. Nastąpiła zmiana dowódcy pułku odwołano kpt. W. Kownasa, a wyznaczono mjr. dypl. B. Mincera. Od 19 września rotacyjnie do i w okolice miasta Hulst wysyłany był pluton, a następnie szwadron dragonów celem pełnienia służby patrolowej i asystencyjnej. Teren walk pułku dragonów został wyzwolony przez 3 BS w tym też dniu. Z uwagi na to w ciągu kilku dni odnaleziono kilku zaginionych dragonów, ukrywających się u ludności holenderskiej i poległych na miejscu boju 16-17 września, więc rzeczywisty bilans strat to: poległo 31 żołnierzy, 24 rannych, 3 zszokowanych, 51 zaginionych (w większości w niewoli). Od 21 września dragoni przebywali na całkowitym wypoczynku, reorganizacji oraz napływało uzupełnienie stanu osobowego. Celem przeszkolenia dwóch ostatnich uzupełnień sformowano szwadron szkolny, ponadto w szwadronie wsparcia rozwiązano jeden pluton art. ppanc i w jego miejsce utworzono drugi pluton moździerzy 3'. 29 września 1944 r. 10 pułk dragonów został przegrupowany do rejonu Merxplas. Od 30 września działał jako straż przednia 10 BKPanc. wsparty częścią 2 pułku pancernego i ogniem 1 pułku artylerii motorowej, stoczył kilka potyczek z wojskami niemieckimi. 1 października dragoni od godzin porannych prowadzili natarcie w kierunku Baarle Nassau, wobec napotkania na silny opór wroga natarcie sił głównych dragonów i czołgów 2 ppanc. nie powiodło się. Wysłany celem obejścia pozycji wroga Oddział Wydzielony mjr. J.K. Zbroskiego złożony z dragonów 1 szwadronu i 2 szwadronu 2 ppanc. utknął w podmokłym terenie i zadania nie wykonał. Straty dragonów to: 3 poległych i 11 rannych żołnierzy. Ponowione rankiem 2 października natarcie również nie dało rezultatu. W godzinach popołudniowych przy wsparciu artylerii 1 pam i samolotów szturmowych natarcie uzyskało sukces, wzięto do niewoli ok. 50 jeńców, lecz dalszy skuteczny opór i ciemności zatrzymały natarcie. Dragoni i pancerniacy powrócili na pozycje wyjściowe, straty poniesione to: 7 dragonów poległo, 19 zostało rannych. Nazajutrz szwadrony 2 i 3 dragonów ze wsparciem 3 szwadronu 2 ppanc. atakowały czołowo w kierunku Baarle Nassau, natomiast reszta 2 ppanc. z 1 szwadronem dragonów jak poprzedniego dnia atakowała skrzydło wroga zdobywając wieś Welde. Nocne natarcie 10 BKPanc., w tym dragonów pozwoliło na zdobycie Baarle Nassau, przy stratach 10 poległych i 20 rannych. 4 października pułk odpoczywał w zdobytym mieście, jedynie od rana pluton rozpoznawczy 1 szwadronu, a potem cały szwadron prowadzili rozpoznanie pozycji nieprzyjaciela wspólnie z pancerniakami 2 pułku. Tego dnia poległo 2 dragonów, 3 zostało rannych. 5 października 10 Brygada Kawalerii Pancernej otrzymała zadanie zdobycia Alphen. Do każdego z czołowych pułków pancernych 2 i 24 ułanów, przydzielono 1 i 2 szwadrony dragonów. oddzielną grupę bojową stanowiła reszta 10 pułku dragonów wraz z dywizjonem artylerii przeciwpancernej i saperami. Maszerujący na czele pułku wzmocniony 3 szwadron dragonów zdobył silnie bronioną wieś Terover. Przy wsparciu lotniczym, 1 szwadron dragonów z 2 szwadronem 2 Pułku Pancernego zdobyły wieś De Ross biorąc ok. 100 jeńców. Pod ogniem niemieckiej artylerii 1 szwadron z czołgami zdobył kolejną umocnioną linię wroga biorąc do niewoli kolejnych 100 jeńców. Wsparcie ze strony lotnictwa, a także własnej artylerii dywizyjnej i brytyjskiej z I Korpusu pozwoliło przełamać obronę wroga w otaczających miasto lasach. Natarcie ułanów wspartych dragonami 2 szwadronu z uwagi na błotnisty teren, zaminowanie i opór broniącego się nieprzyjaciela przebiegało powolnie, pomimo wsparcia lotniczego i artylerii do końca dnia doszło do okolic Alphen. W rezultacie miasto Alphen zostało zdobyte przy wsparciu lotnictwa przez 1 szwadron dragonów, kompanię strzelecką 9 batalionu i pancerniaków 2 Pułku Pancernego. W walkach tych bojów ubyło z pułku 6 poległych i 1 ranny. 6 października pułk prowadził działania obronne w rejonie  Alphen i akcję patrolową, znajdując się pod silnym ogniem artylerii niemieckiej, ponosząc straty - 4 poległych i 7 rannych. Od 7 do 26 października dragoni 10 pułku bronili 4 kilometrowego odcinka frontu oraz prowadzili patrole i wypady na wrogie pozycje w rejonie Alphen-Terover ponosząc w kolejnych dniach ciągłe straty od ognia artylerii, snajperów, min i w działaniach patrolowych w sumie: 7 poległych i 20 rannych. Rano 10 pułk strzelców konnych wraz z 3 szwadronem dragonów opanował wieś Brakel biorąc do niewoli kilkudziesięciu jeńców, pozostała część pułku dragonów wraz z 24 pułkiem ułanów i IV/1 pappanc. utworzyła Oddział Wydzielony „Dragon”. Przed południem 2 szwadron dragonów wraz z elementami wsparcia i ułanami opanowali w walce wieś Molenschot biorąc ok. 30 jeńców, a następnie stoczył bój z wrogiem ulokowanym w lasach na północ od zdobytej miejscowości, w godzinach nocnych OW „Dragon” zajął wieś Dorst, poza efektami natarcia były też straty: 1 dragon poległ, 6 zostało rannych. Po opanowaniu Dorst OW „Dragon” dotarł o godz. 3.00, 29 października do przedmieść Bredy. Jednocześnie częścią sił pułku dragonów odparto kontratak niemiecki na Dorst, 2 szwadron osiągnął kanał Wilhelminy. Tego dnia - poległo 7 dragonów, 26 zostało rannych i 5 zaginionych (w niewoli). 30 października dragoni bronili północnej części Bredy przed niemieckimi kontratakami w czasie tych działań rannych zostało 2 dragonów. Podobne działania obronno-oczyszczające prowadzono w dniu następnym ze stratą 3 rannych. W dniu 1 i 2 listopada 1944 r. pułk prowadził działania oczyszczające, a następnie wypoczywał, nie obyło się jednak bez strat - poległ jeden dragon, a drugi zmarł w wyniku odniesionych ran. 3 listopada szwadron wsparcia wspierał forsujący kanał Mark 9 batalion strzelców, a następnie grupa bojowa mjr. Zbroskiego z 1, 3 szwadronem dragonów częścią szwadronu wsparcia i szwadronem ułanów po przejściu kanału, po zbudowanym moście na kanale uderzyła i zdobyła wieś Eind Van Den Hout, a następnie poszerzając przyczółek zdobyła Made. Przy tym poniesiono straty - 3 poległych i 2 rannych żołnierzy. 4 listopada pułk wykonał natarcie na wieś Hespel, po pokonaniu osłonowych grup nieprzyjaciela dragoni dokonali oczyszczenia i częściowego rozminowania miejscowości, następnie przeszli do obrony miejscowości. Poległ 1 żołnierz, 4 zostało rannych. 5 listopada wyznaczono jeden szwadron do dozorowania rzeki Mozy  w rejonie Made-Raamsdonsveer, a reszta pułku dragonów odeszła na odpoczynek do miejscowości Oosterhout.                

### Obrona i dozorowanie odcinka frontu nad Mozą
Od 5 listopada do 19 grudnia 10 pułk dragonów dozorował rotacyjnie wystawionymi placówkami jednego szwadronu brzeg rzeki Moza. Natomiast pozostała część pułku wypoczywała, przebywała na urlopach, szkoleniach, pobierała nowy sprzęt i wyposażenie oraz naprawiała niesprawny, ponadto uczestniczyła w uroczystościach. Na odcinku bojowym w tym okresie poległo dwóch dragonów. W związku z niemiecką ofensywą w Ardenach zmieniono zadania dywizji i pułku, dragoni objęli odcinek nad Mozą w odległości ok. 40 km od poprzedniego sektora obrony, w rejonie Hortogenbach-Rosemalen. Zarządzono wyższą gotowość bojową pułku z uwagi na zwiększoną aktywność wroga. Od 9 stycznia pułk powrócił na poprzednie stanowiska w rejonie Oosterhout, nad Mozą dragoni pełnili służbę dozorową do 7 kwietnia 1945 roku, ponieśli w tym czasie straty 4 poległych i zmarłych i 14 rannych. W lutym powrócił po leczeniu mjr W. Zgorzelski.               

### Walki we wschodniej Holandii i w Niemczech
7 kwietnia w godzinach popołudniowych pułk rozpoczął marsz na odległość 250 km i po przeprawieniu się przez Mozę 9 kwietnia osiągnął węzeł drogowy Coevorden. Podczas marszu utonął jeden z dragonów w pojeździe, który wpadł do kanału, ponadto rannych zostało 8 dragonów. W godzinach popołudniowych 9 kwietnia dragoni prowadzili rozpoznanie, wypadem wraz ze wspierającym 3 szwadronem strzelców konnych opanowali po starciu z wrogiem częściowo uszkodzony most na kanale Oranje. 10 kwietnia 1 szwadron dragonów ze szwadronem strzelców konnych w rejonie Westerbork uwolnił resztki francuskiego batalionu spadochronowego SAS w sile 64 żołnierzy. Następnie cały pułk dragonów wraz ze wsparciem szwadronu strzelców konnych opanowali Emmen. Ranny został 1 żołnierz. Po opanowaniu miejscowości dragoni w dniu 11 kwietnia odpoczywali. 12 kwietnia czołowy 3 szwadron dragonów z częścią szwadronu wsparcia i strzelcami konnymi opanowali wieś Exlo, a po walce wieś Buinen, gdzie ujęto kilku jeńców. W tym dniu 2 dragonów poległo, a 3 zostało rannych. Nazajutrz część szwadronu wsparcia wspierała w walce czołgi i pluton szturmowy strzelców konnych w walkach pod Grossander. 14 kwietnia szwadrony pułku przeczesując teren dotarły do granicy holendersko-niemieckiej zajmując Rhede. Następnego dnia prowadzono podobne działania oczyszczające pomiędzy rzeką Ems a pograniczem holendersko-niemieckim. 1 szwadron dragonów z częścią szwadronu wsparcia i przy udziale szwadronu strzelców konnych stoczył ciężki bój o wieś Walchum, z szeregów 1 szwadronu poległo 5 dragonów i 3 zostało rannych. 16 kwietnia 1945 roku 1 szwadron dragonów ochraniał zajęty obóz jeńców wojennych, natomiast 3 szwadron stoczył walkę o las obok wsi Borsum. Straty pułku w tym dniu, to 5 poległych i 9 rannych dragonów. 17 kwietnia był dniem boju 10 Pułku Dragonów wspartego czołgami 2 Pułku Pancernego o wieś Rhede (inna miejscowość o tej samej nazwie niż wyżej), którą zdobyto w późnych godzinach popołudniowych, ponosząc straty w ilości 7 poległych i 18 rannych żołnierzy. Nazajutrz pułk ponowił walkę w rejonie wsi Borsum zdobywając las i wieś. Z szeregów ubyło 2 poległych i 1 zmarły z ran z dnia poprzedniego oraz 3 rannych. 19 kwietnia pułk prowadził działania rozpoznawcze, oczyszczające oraz ubezpieczał czołgi 2 ppanc. będąc pod ogniem artylerii niemieckiej. 20 kwietnia w nocy dragoni wraz z pancerniakami odpierali nocne kontrataki nieprzyjaciela w rejonie wsi Brual, nad kanałem i we wsi Winschoten. Poległo 2 dragonów, a 4 zostało rannych. 21 kwietnia 1945 r. pułk odpoczywał. Następnego dnia 10 pułk dragonów został wycofany do Holandii do miejscowości Ter Apel, otrzymał uzupełnienie w ilości 100 szeregowych. Natomiast 23 kwietnia pułk wykonał marsz w kierunku frontu do Rhaude na terenie Niemiec. Nazajutrz pułk w składzie 3 BS wzmocniony ułańskim szwadronem czołgów, plutonem ciężkich moździerzy i ogniem 2 pułku artylerii motorowej, przystąpił rano do walk. 1 szwadronem z plutonami czołgów opanował wieś Holte. W południe spieszony czołowy 2 szwadron sforsował jeden z kanałów i wsparty przez pozostałe siły pułku i czołgi ułanów dotarł w walkach w rejon wsi Posthausen i przeszedł do obrony. Straty tego dnia to - 2 poległych i 9 rannych. 10 pułk dragonów przy wsparciu artylerii dywizyjnej i własnych moździerzy nazajutrz zdobył wieś Posthausen, a następnie bronił jej przed wypadami Niemców, poległ jeden żołnierz, 11 zostało rannych. 26 kwietnia przy wsparciu 2 pamot., własnych moździerzy oraz lotnictwa szturmowego, dokonał desantu na łodziach przez rzekę Leda - 1 szwadron dragonów, wsparty częścią 2 szwadronu, plutonem ckm i miotaczami ognia "Wasp" ze szwadronu wsparcia. Silnie bronione pozycje nieprzyjaciela, zostały złamane po użyciu miotaczy płomieni, po czym nastąpiła kapitulacja broniącego się oddziału niemieckiego. W trakcie forsowania rzeki i walki na przyczółku stracono 4 poległych i 16 rannych. W godzinach nocnych 27 kwietnia pułk częścią sił odparł kontratak niemiecki na opanowany uprzednio przyczółek. Ponadto reszta pułku w rejonie zdobytego wcześniej Posthausen prowadziła działania oczyszczające likwidując grupy nieprzyjaciela, usiłujące przeprawić się przez rzekę. Wieczorem pułk został zluzowany na przyczółku i wycofany 8 km na tyły. Poległo tego dnia 2 żołnierzy, a rannych zostało 7. Przez kolejne dwa dni dragoni odpoczywali, odwiedził pułk dowódca dywizji gen. S. Maczek odznaczył zasłużonych w walkach dragonów. W tym czasie rany odniósł jeden żołnierz. 30 kwietnia pułk dragonów wypoczywał, poza 3 szwadronem, który przegrupowany został w stronę miasta Leer. 1 maja 1945 r. pułk dragonów wykonał marsz w kierunku frontu i zatrzymał się przed miejscowością Gross-Sander. 2 maja szwadrony 1 i 3 z udziałem szwadronu wsparcia zaatakowały rejon wsi Gross-Sander, przy wsparciu 2 pamot. zdobyły miejscowość, a po dalszym pościgu opanowały wieś Felde. Straty tego dnia to 1 poległy i 2 rannych. 3 maja pułk całością sił prowadził działania wiążące i oczyszczające wokół Felde. 4 maja szwadrony 1 i 2 dragonów, zostały przydzielone odpowiednio do 1 i 2 Pułków Pancernych. Zadaniem tych grup bojowych było prowadzenie natarcia w kierunku Wilhelmshaven, jednak powolnie poruszające się natarcie pod ostrzałem artylerii niemieckiej na skutek zniszczeń dróg, zalewów i bagnistego terenu zostało zatrzymane. Rany odniósł jeden dragon. Od godz. 8.00 dnia 5 maja weszło w życie zawieszenie broni.

## Dragoni po wojnie
Tego też dnia 10 pułk dragonów zajął Hohenkirchen oraz pojedynczymi szwadronami Carolinen i Horumererel przystępując do okupacji wyznaczonego terytorium. Zadaniem jego było oczyszczanie terenu z niedobitków, rozbrajanie osób i terenu z broni i amunicji, wyłapywanie przebranych żołnierzy i funkcjonariuszy hitlerowskich, egzekwowanie zarządzeń i warunków kapitulacji w tym ustalonej godziny policyjnej. W tym rejonie pułk pozostał do 20 maja. W trakcie walk we Francji, Belgii, Holandii i na terenie Niemiec z szeregów pułku poległo 194 żołnierzy, 502 zostało rannych. Utracono jako zniszczone 23 transporterów gąsienicowych Carrier, 11 transporterów opancerzonych Half Track,3 samochody opancerzone Scout Car, 7 ciągników ppanc. i 26 motocykli. Wzięto do niewoli 2753 jeńców. Otrzymano odznaczeń polskich: 1 Krzyż VM IV kl, 29 Krzyży VM V kl, 261 KW, 77 KZ z M, zagranicznych: 1 DSO, 1 MC, 2 DCM, 2 Croix de Guerre i inne. Następnie podczas pobytu w północno-zachodniej części Niemiec pułk stacjonował w Cloppenburgu i okolicznych wsiach. W sierpniu nastąpiła zmiana na stanowisku dowódcy pułku, odszedł ppłk W. Zgorzelski, nowym dowódcą został ppłk dypl. L. Stankiewicz. W trakcie okupacji wyznaczonego obszaru, dragoni opiekowali się byłymi jeńcami, więźniami i polską ludnością cywilną. 21 kwietnia 1947 roku pułk opuścił Brytyjską Armię Renu (ang. British Army of the Rhine), przybył do Wielkiej Brytanii i został zakwaterowany w obozie „Supplementary Hutted Camp Tilshead” (Salisbury Wilts). 20 maja 1947 roku oficerowie i żołnierze zapisali się do Polskiego Korpusu Przysposobienia i Rozmieszczenia. 10 czerwca 1947 roku pułk został rozwiązany, a w jego miejsce utworzony pododdział pod nazwą „Szwadron 10-go Pułku Dragonów”, który podporządkowano dowódcy 510 Oddziału PKPR. Dowódcą szwadronu został rotmistrz Stanisław Smrokowski. Tego dnia szwadron liczył 6 oficerów i 186 szeregowych.

## Obsada dowódcza 10 Pułku Dragonów
Dowódca 10 Batalionu/Pułku Dragonów
- mjr/ppłk Ksawery Święcicki (18 VIII 1942 -13 XI 1943[26])
- mjr/ppłk Władysław Zgorzelski (14 XI 1943 - 8 IX 1944)
- kpt. Wacław Kownas (p.o. 9 - 19 IX 1944[27])
- mjr dypl. Bohdan Mincer (p.o.19 IX -[27]4 XII 1944[28])
- mjr Andrzej Szajowski (p.o. 4 XII 1945 - 15 II 1945)
- ppłk Władysław Zgorzelski (16 II 1945 - 16 VIII 1945[29])
- ppłk Ludwik Antoni Stankiewicz (4 X 1945 - 20 XII 1946[29])
- mjr Marian Kochanowski (XII 1946 - 10 VI 1947[29])

Zastępca Dowódcy Batalionu/Pułku
- rtm./mjr Ksawery Wejtko (18 VIII 1942 - 30 VI 1944)
- mjr Andrzej Szajowski (4 VII[30] - 10 VIII 1944)
- kpt. Wacław Kownas (11 VIII -[31]17 IX 1944[32])
- rtm. Jan Kanty Zbroski (22 IX 1944 -[27] 18 I 1945[33])
- mjr Andrzej Szajowski (16 II 1945 - 12 IV 1945[34])
- mjr Bronisław Skulicz (12 IV 1945[34] -

Adiutant Batalionu/Pułku
- rtm. Michał Baliński (18 VIII 1942 - 19 XII 1943[32])
- rtm. Tadeusz Maleszewski (20 XII 1943 - 4 VII 1944)
- por. Adam Jędrzejowicz (5 VII 1944[30] -

Kwatermistrz batalionu/pułku
- rtm. Tadeusz Zieliński (18 VIII 1942 - 13 XI 1943[32])
- rtm. Ludomir Glaser (14 XI 1943[32]- 4 VII 1944)
- rtm. Tadeusz Maleszewski (5 VII 1944[30]

Dowódca szwadronu dowodzenia
- rtm. Ludomir Szydłowski (18 VIII 1942 - V 1944)
- rtm. Mieczysław Jaworski
- rtm. Andrzej Pieńkowski

Dowódca 1 szwadronu
- rtm. Ludomir Glaser (18 VIII 1942 - 14 XI 1943[32])
- rtm. Zbigniew Giera (do XII 1944)
- por. Zbigniew Kintzi

Dowódca 2 Szwadronu
- rtm. Zygmunt Pawełczak (18 VIII 1942 -19 XII 1943[32])
- rtm. Tadeusz Dudziński (20 XII 1943 - 8 VIII 1944)
- por. Zbigniew Kintzi (p.o.8 - 28 VIII 1944[31])
- por./rtm. Zbigniew Bojanowski (27 VIII 1944[31]- 17 IV 1945)
- por. Jan Karcz

Dowódca 3 Szwadronu
- rtm. Tadeusz Maleszewski (18 VIII 1942 -13 XI 1943[32])
- rtm. Stanisław Smrokowski (13 XI 1943 - 8 VIII 1944)
- por. Jacek Bielawski (8 VIII[31]- 4 XII 1944)
- rtm. Stanisław Smrokowski (5 XII 1944 - 29 II 1945)
- por./rtm. Jacek Bielawski

Dowódca Szwadronu Wsparcia
- kpt. Wacław Kownas
- por. Zbigniew Bojanowski (p.o. 11 VIII - 27 VIII 1944[31])
- por. Leonard Szłamas (p.o. 28 VIII - 4 IX 1944)
- rtm. Zbigniew Giera

## Dowódcy jednostki
Poniżej wymieniono również dowódców jednostek, których tradycje pułk kontynuował
- mjr kaw. Jan Skawiński (25 VI – 4 XII 1940)
- ppłk kaw. Ksawery Święcicki (4 XII 1940 – 8 XI 1943)
- mjr kaw. Władysław Zgorzelski (8 XI 1943 – 9 IX 1944)
- kpt. Wacław Kownas (p.o. 9 IX – 19 XI 1944)
- mjr dypl. kaw. Bohdan Mincer (p.o. 19 XI – 4 XII 1944)
- mjr kaw. Andrzej Franciszek Wincenty Szajowski (p.o. 4 XII 1944 – 21 I 1945)
- ppłk kaw. Władysław Zgorzelski (21 I 1945 – 8 IX 1945)
- ppłk dypl. br. panc. Ludwik Antoni Stankiewicz (8 IX 1945 – 1 VII 1946 lub 4 X 1945 – 20 XII 1946[35])
- mjr br. panc. Marian Kochanowski[36] (1 VII 1946 – 10 VI 1947)

## Struktura organizacyjna
dowództwo
- szwadron dowodzenia
  - pluton łączności
  - pluton gospodarczy
- szwadron wsparcia
  - 3 x pluton przeciwpancerny (armaty 6-funtowe)
  - 2 x pluton ckm
  - 2x pluton moździerzy 3" (12 moździerzy 76 mm)
- 3 x szwadron dragonów
  - pluton rozpoznawczy (carrierów)
  - 3 x pluton dragonów

## Symbole pułku
Sztandar

Sztandar został ofiarowany pułkowi w Forfar przez społeczeństwo szkockiego hrabstwa Lanark.
Na tarczach – godło państwowe i data powstania pułku, barwy Wielkiej Brytanii i data wylądowania oddziału w Wielkiej  Brytanii, Krzyż św. Andrzeja, a na nim herb hrabstwa Lanark, godło państwowe i miejsce na datę powrotu do Polski.
Obecnie sztandar eksponowany jest w Instytucie Polskim i Muzeum im. gen. Sikorskiego w Londynie.
Odznaka pamiątkowa 

Odznaka o wymiarach 37,5 X 40,4 mm tłoczona z metalu, mocowana na śrubkę; ażurowa, dwuczęściowa, owalna. W złotym wieńcu postać siedzącego na koniu husarza. U dołu sylwetka czołgu z napisem "D.R.1.VII.38 (Dywizjon Rozpoznawczy i data powstania)
Odznaka specjalna:

Żołnierze pułku nosili na prawym rękawie kurtek i płaszczy odznakę specjalną w postaci herbu hrabstwa Lanark na tle krzyża św. Andrzeja. Odznaka została zatwierdzona rozkazem Naczelnego Wodza z 31 marca 1941 roku dla ówczesnego 10 Oddziału Rozpoznawczego. Odznaka w kształcie prostokąta o wymiarach 70x50 mm wykonana z jasnogranatowego sukna, na którym jaśniejszą nicią wyhaftowano kontur tarczy herbowej o wymiarach 55x45 mm z białym krzyżem św. Andrzeja, patrona Szkocji, a na tym tle umieszczono herb hrabstwa Lanark.
Rozkaz Naczelnego Wodza z 11 sierpnia 1942 roku zabraniał żołnierzom 1 Dywizji Pancernej noszenia haftowanej odznaki w postaci herbu hrabstwa Lanark, zezwalając na noszenie jej, wykonanej w metalu, jako pamiątkowej.
Odznaka honorowa:

na lewym ramieniu sznur pleciony z trzech sznurów — amarantowego, pomarańczowego i jasnozielonego.
Proporczyk:

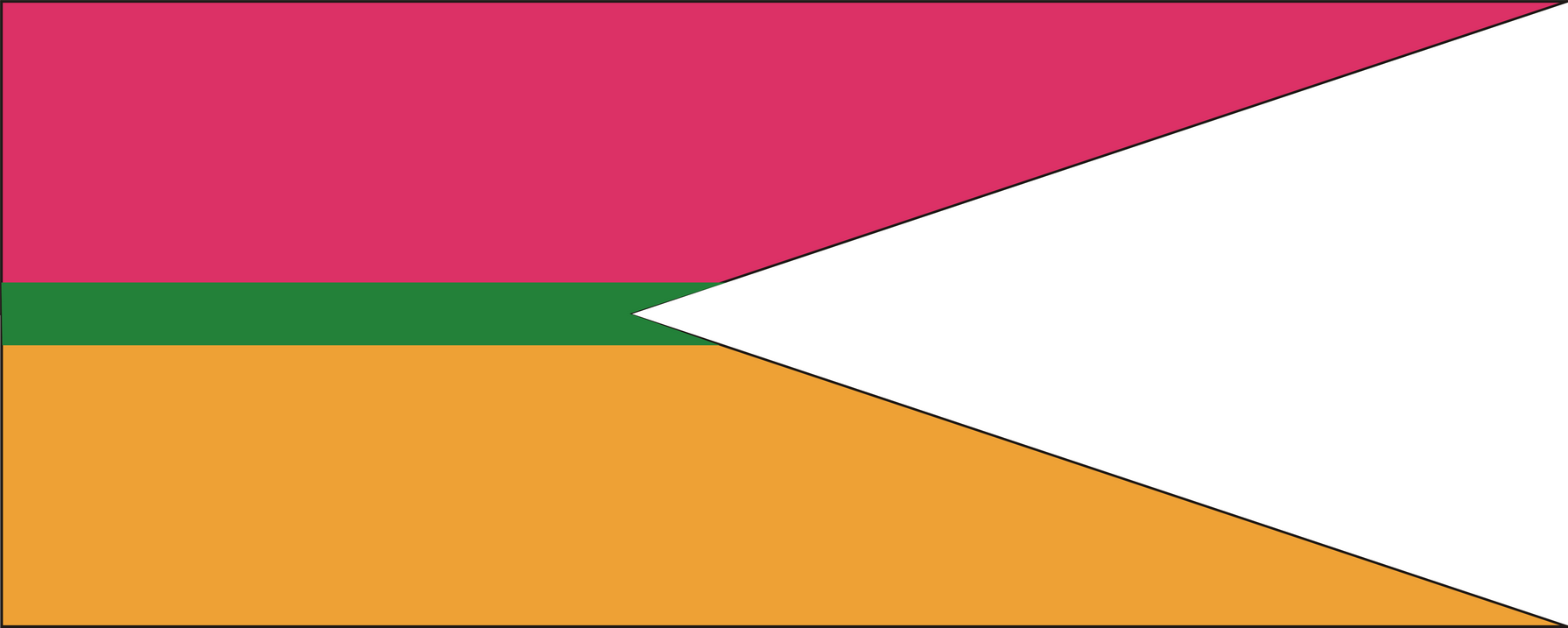
Proporczyk 10 Pułku Dragonów

amarantowo-pomarańczowy z zielonym paskiem pośrodku.
Oznakowanie czołgów

W 10 p. dragonów 1 DPanc., z lewej i prawej strony wieży, malowano zielone figury geometryczne:
- szwadron dowodzenia – romb;
- 1. szwadron – trójkąt;
- 2. szwadron – kwadrat;
- 3. szwadron – koło/okrąg.